# Madam Koi Koi
Madam Koi Koi (conosciuta anche come Lady Koi Koi, Madam Moke in Ghana e Miss Konkoko in Tanzania) è una leggenda metropolitana nigeriana e di altri paesi africani. Narra di un fantasma vendicativo che di notte irrompe nei dormitori, corridoi e bagni dei collegi e di giorno dà la caccia nei bagni agli studenti che arrivano a scuola troppo presto o che escono in ritardo.
Madam Koii Koi viene spesso descritta con delle scarpe con tacchi rossi oppure con una sola scarpa. Il suo nome deriva dal suono "koi-koi" che i tacchi delle sue scarpe producono quando di notte si mette a caccia degli studenti.
È uno dei fantasmi più popolari nei collegi in Nigeria, Ghana e Sudafrica.

## Origine
Non si sa da da dove tragga origine la leggenda; la storia di un'insegnante che vaga per le scuole sotto forma di fantasma indossando tacchi rossi è stata raccontata in Nigeria in diverse versioni a partire dalla metà del XX secolo.
La maggior parte delle storie racconta di una bellissima insegnante di scuola secondaria, nota per la sua bellezza e per il suo amore per il colore rosso. Sempre molto curata nell'abbigliamento, si distingueva per il rossetto vivace e per le scarpe rosse con tacco alto. Ogni volta che camminava nei corridoi, queste producevano un rumore simile a "koi-koi".  Era estremamente impopolare tra gli studenti perché si diceva che fosse maligna e che li picchiasse per la minima trasgressione. Alcuni resoconti affermano che avrebbe addirittura utilizzato un bastone imbevuto di alcol e peperoncino.
La leggenda prosegue poi in due versioni. In una versione l'insegnante avrebbe perso il lavoro dopo aver schiaffeggiato violentemente uno studente, danneggiandogli il timpano. I genitori, facendo pressione sulla direzione della scuola, avrebbero ottenuto il suo licenziamento. Lo stesso giorno in cui tornava a casa, rimasta ferita gravemente in un incidente, poco prima di morire, avrebbe giurato di vendicarsi della scuola e dei suoi studenti.
Un'altra versione sostiene che nessuno avrebbe fatto nulla per fermare la crudeltà della signora Koi Koi e che gli studenti, disperati, stanchi dell'incapacità della direzione scolastica di rimproverarla, avrebbero agito autonomamente, accerchiandola, imbavagliandola e uccidendola. Avrebbero poi gettato il suo corpo oltre la staccionata della scuola, sperando che di questo atto venisse incolpato un ladro. Uno degli studenti del gruppo, tuttavia, perseguitato ogni notte dal suono dei suoi tacchi, volendone scoprire la provenienza, sarebbe stato picchiato a morte e il suo corpo ritrovato la mattino dopo.
Tutti gli studenti rimasti sarebbero stati trasferiti in altre scuole, nelle quali in seguito avrebbero diffuso la leggenda. Madam Koi-Koi avrebbe però continuato a camminare di notte nei dormitori, tormentando gli studenti e facendo sparire tutti coloro che la guardavano.
Nella versione ghanese della leggenda, dove viene chiamata Madam Moke (Moke significa tacchi alti), l'insegnante viene rinchiusa in un armadio dagli studenti, ignari del fatto che lei era fosse incinta. In alternativa, si racconta che sia stata colpita con una delle sue scarpe rosse e poi lasciata morire.
In altre versioni, Madam Koi-Koi appare con una sola scarpa ed è orribilmente mutilata; trascina un piede lungo il pavimento, emettendo un suono sinistro. In alcune storie disturba spesso gli studenti di notte, esigendo il suo tacco mancante.
Non in tutte le leggende Madam Koi Koi viene rappresentata in maniera negativa. In alcune versioni si dice che abbia perso sua figlia in un incidente automobilistico davanti alla scuola, e poiché la bambina indossava una maglia rossa, gli studenti eviterebbero di vestirsi con un indumento di questo colore a letto, per non essere scambiati da Madam Koi Koi per sua figlia, inducendola ad avvicinarsi a loro.

## Nella cultura di massa
Madam Koi Koi è l'antagonista nel libro per bambini di Simisayo Brownstone, Feyi Fay and The Case of the Mysterious Madam Koi Koi.
La serie horror di Netflix The Origin: Madam Koi-Koi è liberamente ispirata a questa leggenda.